# Andrew, vévoda z Yorku
Princ Andrew, vévoda z Yorku (Andrew Albert Christian Edward; * 19. února 1960 Buckinghamský palác, Londýn) je třetí dítě a druhý syn královny Alžběty II. a prince Philipa, vévody z Edinburghu, a mladší bratr krále Karla III. Andrew je osmý v linii následnictví britského trůnu a první osoba v pořadí, která není potomkem vládnoucího panovníka.
Andrew sloužil v britském královském námořnictvu jako pilot vrtulníku a instruktor a jako kapitán válečné lodi. Během války o Falklandy létal na několika misích, na kterých evakuoval oběti a naváděl rakety Exocet. V roce 1986 se oženil se Sarah Fergusonovou a stal se vévodou z Yorku. Mají dvě dcery: princeznu Beatrice a princeznu Eugenie. Jejich svatba, rozchod v roce 1992 a rozvod v roce 1996 měly rozsáhlou mediální pozornost. Jako vévoda z Yorku se Andrew ujal oficiálních povinností a závazků jménem královny. Po dobu 10 let do července 2011 působil jako zvláštní zástupce Spojeného království pro mezinárodní obchod a investice.

## Životopis
Narodil se v Buckinghamském paláci vládnoucí královně Alžbětě II. a jejímu manželovi princi Philipovi. Pojmenován je po svém dědovi z otcovy strany. Byl prvním dítětem narozeným vládnoucímu britskému monarchovi od nejmladší dcery královny Viktorie v roce 1857. Vystudoval prestižní školy v Anglii, Skotsku a Kanadě. Získal A-level z angličtiny, historie, ekonomiky a politických věd. Nikdy nešel na univerzitu, zvolil si raději Britannia Royal Naval College. V roce 1979 se stal členem Royal Navy, v roce 1982 se zúčastnil bojů ve válce o Falklandy.

### Manželství a rozvod
Dne 26. července 1986 se princ Andrew ve Westminsterském opatství v Londýně oženil se Sarah Margaret Fergusonovou. V den sňatku obdržel titul „vévody z Yorku“. S budoucí manželkou se znali již od dětství.
Mají spolu dvě dcery, princeznu Beatrice (* 8. srpna 1988) a princeznu Eugenii (* 23. března 1990). V roce 1992 oba manželé oznámili, že budou žít odděleně. K rozvodu došlo v roce 1996. Rozvod proběhl přátelsky, dohodli se, že se budou střídat v péči o dcery. Oba jsou nadále přáteli a bydlí blízko sebe.

### Kauza Epstein
Princ Andrew je zapleten do sexuální aféry pedofilního miliardáře Jeffreyho Epsteina. Je doloženo, že nejméně jednou navštívil Epsteinem vlastněný „pedofilní ostrov“ Little St. James na Amerických Panenských ostrovech v Karibiku. V souvislosti s probíhajícím vyšetřováním bylo 13. ledna 2022 oznámeno, že princ Andrew vrátí královně všechna jmenování do čestných vojenských a charitativních pozic (záštit), v nichž královnu oficiálně zastupoval.

## Děti
| Jméno                      | Narození        | Svatba            | Svatba                | Děti                                      |
| Jméno                      | Narození        | Datum             | Manžel                | Děti                                      |
| -------------------------- | --------------- | ----------------- | --------------------- | ----------------------------------------- |
| Princezna Beatrice z Yorku | 8. srpna 1988   | 17. července 2020 | Edoardo Mapelli Mozzi | Sienna Mapelli Mozzi Athena Mapelli Mozzi |
| Princezna Eugenie z Yorku  | 23. března 1990 | 12. října 2018    | Jack Brooksbank       | August Brooksbank Ernest Brooksbank       |

## Rodokmen
|                        |                                                        |  |             |                                                        |  |  |  |  |  |  |  | Kristián IX. Dánský |
|                        |                                                        |  |             |                                                        |  |  |  |  |  |  |  |                     |
|                        | Jiří I. Řecký                                          |  |             |                                                        |  |  |  |  |  |  |  |                     |
|                        |                                                        |  |             |                                                        |  |  |  |  |  |  |  |                     |
|                        |                                                        |  |             | Luisa Hesensko-Kasselská                               |  |  |  |  |  |  |  |                     |
|                        |                                                        |  |             |                                                        |  |  |  |  |  |  |  |                     |
|                        | Ondřej Řecký a Dánský                                  |  |             |                                                        |  |  |  |  |  |  |  |                     |
|                        |                                                        |  |             |                                                        |  |  |  |  |  |  |  |                     |
|                        |                                                        |  |             | Konstantin Nikolajevič Ruský                           |  |  |  |  |  |  |  |                     |
|                        |                                                        |  |             |                                                        |  |  |  |  |  |  |  |                     |
|                        | Olga Konstantinovna Romanovová                         |  |             |                                                        |  |  |  |  |  |  |  |                     |
|                        |                                                        |  |             |                                                        |  |  |  |  |  |  |  |                     |
|                        |                                                        |  |             | Alexandra Sasko-Altenburská                            |  |  |  |  |  |  |  |                     |
|                        |                                                        |  |             |                                                        |  |  |  |  |  |  |  |                     |
|                        | Princ Philip, vévoda z Edinburghu                      |  |             |                                                        |  |  |  |  |  |  |  |                     |
|                        |                                                        |  |             |                                                        |  |  |  |  |  |  |  |                     |
|                        |                                                        |  |             | Alexandr Hesensko-Darmstadtský                         |  |  |  |  |  |  |  |                     |
|                        |                                                        |  |             |                                                        |  |  |  |  |  |  |  |                     |
|                        | Louis Battenberg                                       |  |             |                                                        |  |  |  |  |  |  |  |                     |
|                        |                                                        |  |             |                                                        |  |  |  |  |  |  |  |                     |
|                        |                                                        |  |             | Julie von Hauke                                        |  |  |  |  |  |  |  |                     |
|                        |                                                        |  |             |                                                        |  |  |  |  |  |  |  |                     |
|                        | Alice z Battenbergu                                    |  |             |                                                        |  |  |  |  |  |  |  |                     |
|                        |                                                        |  |             |                                                        |  |  |  |  |  |  |  |                     |
|                        |                                                        |  |             | Ludvík IV. Hesenský                                    |  |  |  |  |  |  |  |                     |
|                        |                                                        |  |             |                                                        |  |  |  |  |  |  |  |                     |
|                        | Viktorie Hesensko-Darmstadtská                         |  |             |                                                        |  |  |  |  |  |  |  |                     |
|                        |                                                        |  |             |                                                        |  |  |  |  |  |  |  |                     |
|                        |                                                        |  |             | Alice Sasko-Koburská                                   |  |  |  |  |  |  |  |                     |
|                        |                                                        |  |             |                                                        |  |  |  |  |  |  |  |                     |
| Andrew, vévoda z Yorku |                                                        |  |             |                                                        |  |  |  |  |  |  |  |                     |
|                        |                                                        |  |             |                                                        |  |  |  |  |  |  |  |                     |
|                        |                                                        |  | Eduard VII. |                                                        |  |  |  |  |  |  |  |                     |
|                        |                                                        |  |             |                                                        |  |  |  |  |  |  |  |                     |
|                        | Jiří V.                                                |  |             |                                                        |  |  |  |  |  |  |  |                     |
|                        |                                                        |  |             |                                                        |  |  |  |  |  |  |  |                     |
|                        |                                                        |  |             | Alexandra Dánská                                       |  |  |  |  |  |  |  |                     |
|                        |                                                        |  |             |                                                        |  |  |  |  |  |  |  |                     |
|                        | Jiří VI.                                               |  |             |                                                        |  |  |  |  |  |  |  |                     |
|                        |                                                        |  |             |                                                        |  |  |  |  |  |  |  |                     |
|                        |                                                        |  |             | František z Tecku                                      |  |  |  |  |  |  |  |                     |
|                        |                                                        |  |             |                                                        |  |  |  |  |  |  |  |                     |
|                        | Marie z Tecku                                          |  |             |                                                        |  |  |  |  |  |  |  |                     |
|                        |                                                        |  |             |                                                        |  |  |  |  |  |  |  |                     |
|                        |                                                        |  |             | Marie Adelaida z Cambridge                             |  |  |  |  |  |  |  |                     |
|                        |                                                        |  |             |                                                        |  |  |  |  |  |  |  |                     |
|                        | Alžběta II.                                            |  |             |                                                        |  |  |  |  |  |  |  |                     |
|                        |                                                        |  |             |                                                        |  |  |  |  |  |  |  |                     |
|                        |                                                        |  |             | Claude Bowes-Lyon, 13. hrabě ze Strathmore a Kinghorne |  |  |  |  |  |  |  |                     |
|                        |                                                        |  |             |                                                        |  |  |  |  |  |  |  |                     |
|                        | Claude Bowes-Lyon, 14. hrabě ze Strathmore a Kinghorne |  |             |                                                        |  |  |  |  |  |  |  |                     |
|                        |                                                        |  |             |                                                        |  |  |  |  |  |  |  |                     |
|                        |                                                        |  |             | Frances Bowes-Lyonová                                  |  |  |  |  |  |  |  |                     |
|                        |                                                        |  |             |                                                        |  |  |  |  |  |  |  |                     |
|                        | Elizabeth Bowes-Lyon                                   |  |             |                                                        |  |  |  |  |  |  |  |                     |
|                        |                                                        |  |             |                                                        |  |  |  |  |  |  |  |                     |
|                        |                                                        |  |             | Charles Cavendish-Bentinck                             |  |  |  |  |  |  |  |                     |
|                        |                                                        |  |             |                                                        |  |  |  |  |  |  |  |                     |
|                        | Cecilia Cavendish-Bentincková                          |  |             |                                                        |  |  |  |  |  |  |  |                     |
|                        |                                                        |  |             |                                                        |  |  |  |  |  |  |  |                     |
|                        |                                                        |  |             | Louisa Cavendish-Bentincková                           |  |  |  |  |  |  |  |                     |
|                        |                                                        |  |             |                                                        |  |  |  |  |  |  |  |                     |

## Galerie

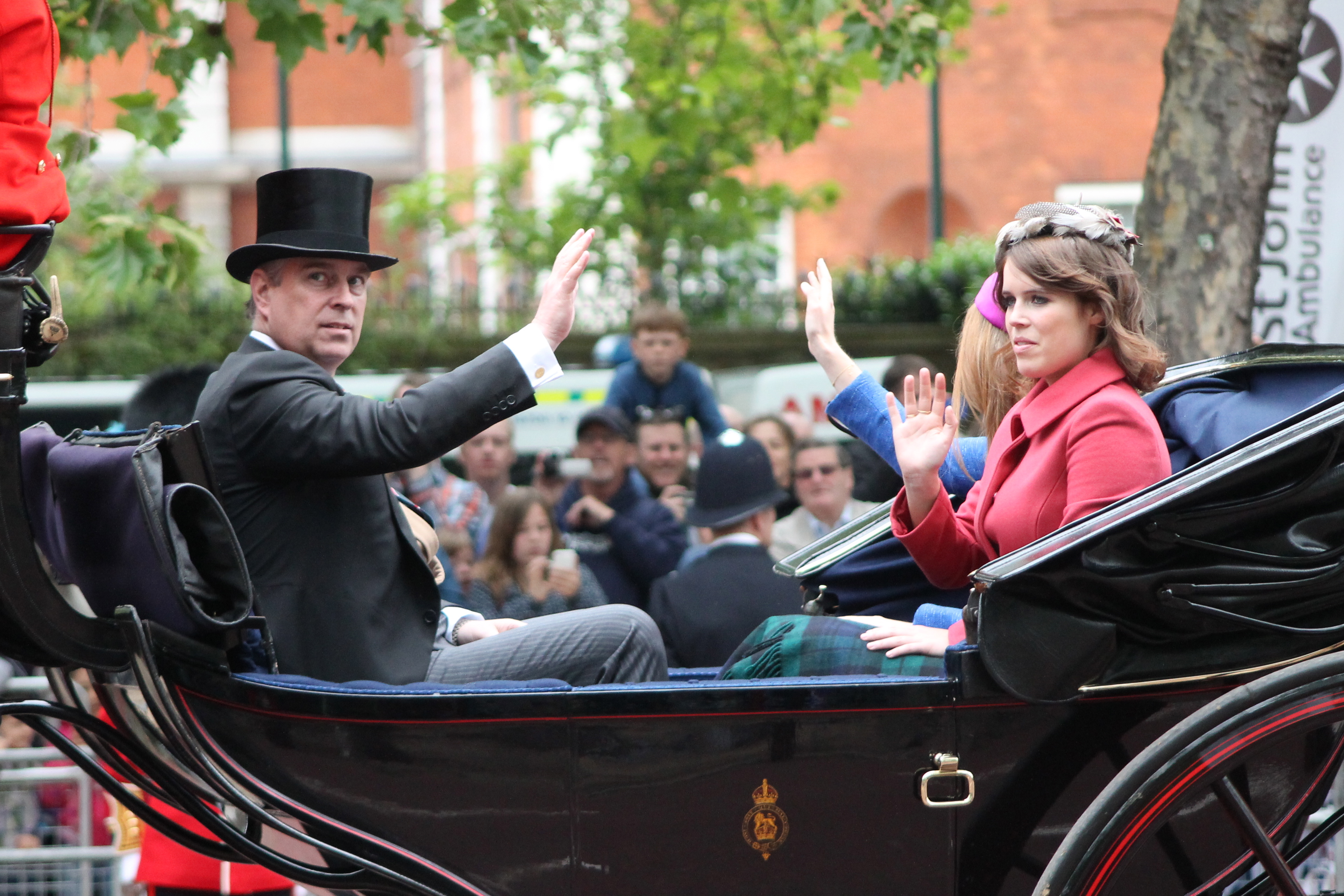
Princ Andrew a princezna Eugenie při diamantovém výročí Alžběty II., červen 2012
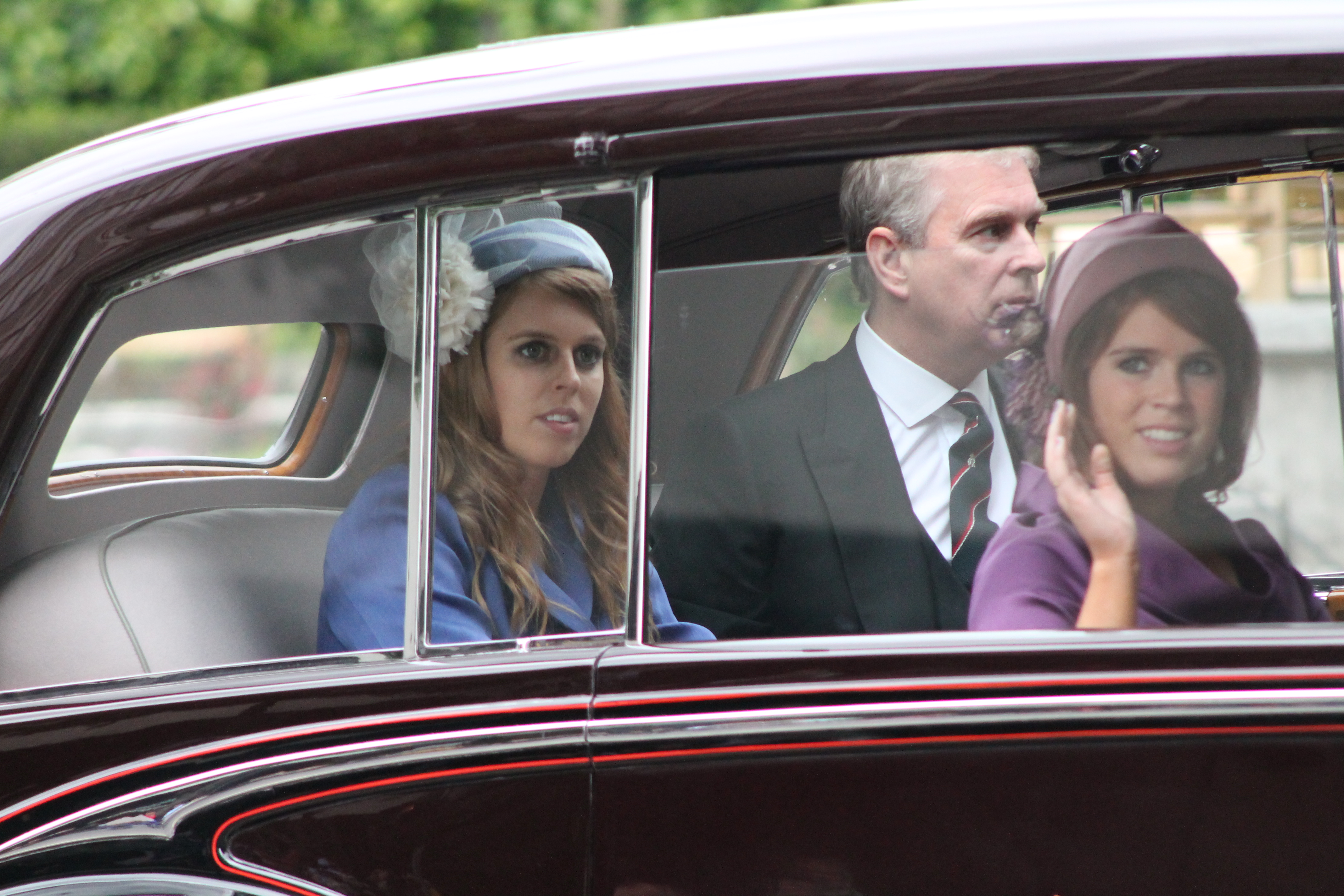
Princ Andrew s dcerami při diamantovém výročí Alžběty II., červen 2012
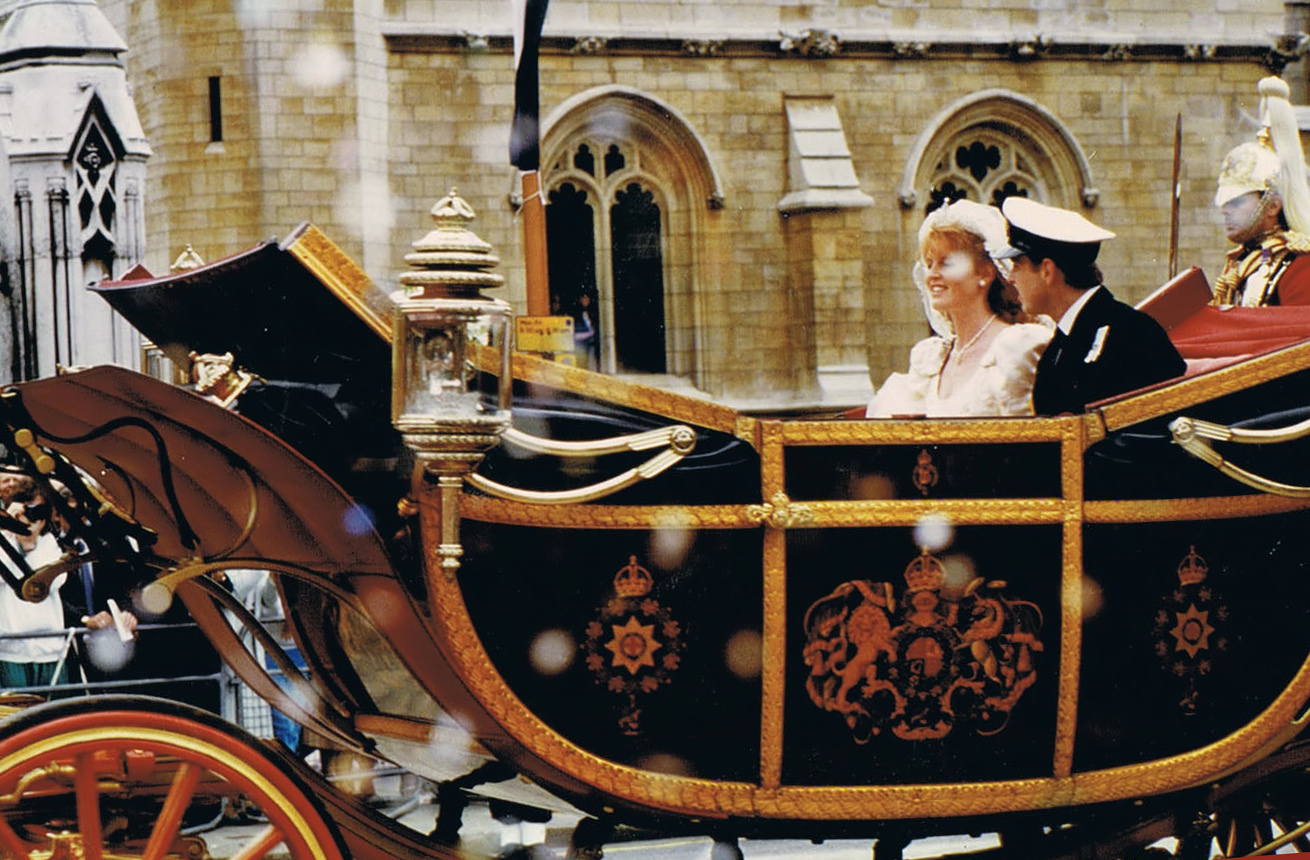
Sňatek prince Andrewa se Sarah Fergusonovou, 1986